# Storckiella australiensis
Storckiella australiensis är en ärtväxtart som beskrevs av James Henderson Ross och Bernard Patrick Matthew Hyland. Storckiella australiensis ingår i släktet Storckiella och familjen ärtväxter. Inga underarter finns listade i Catalogue of Life.